# Charles Paul François de Beauvilliers

Charles Paul François de Beauvilliers, Duc de Saint-Aignan, 19. Jahrhundert, Schloss Versailles

Charles Paul François de Beauvilliers (* 17. Dezember 1746 in Paris; † 19. Dezember 1828 ebenda), Duc de Saint-Aignan, Pair de France, Comte de Buzançais, Grande von Spanien, war ein französischer Militär aus dem Haus Beauvilliers; mit ihm starb die Familie in männlicher Linie aus.

## Leben
Er war der zweite Sohn aus der ersten Ehe von Herzog Paul-Louis (1711-1757; Sohn von Herzog Paul Hippolyte) mit Auguste-Éléonore-Olympe-Nicole de Bullion de Fervaques. Charles Paul François de Beauvillier heiratete per Ehevertrag vom 21. Juni 1765 in Paris Marie Louise de Mailly (* 1747), einzige Tochter von Alexandre Louis, Comte de Mailly, Seigneur de Mareuil et de Fresnoy, und Anne Louise de Saint-Chamans. Das Paar bekam zwei Kinder, die im Kindesalter starben
Am 28. Juni 1765 wurde er als Comte de Buzançais zum Granden von Spanien 1. Klasse ernannt (den Titel hatte sein Großonkel Paul de Beauvilliers, Duc de Saint-Aignan, 1701 erhalten und war mit dem Besitz von Buzançais verbunden worden).
Als Offizier der königlichen Armee unter Ludwig XV. und Ludwig XVI. diente er ab 8. April 1779 als kommandierender Mestre de camp des Régiment de Poitou infanterie. Am 5. Dezember 1781 wurde zum Brigadier der Infanterie. Am 9. März 1788 wurde er zum Maréchal de camp befördert, am Tag darauf übernahm Armand, Marquis de Saint-Chamans de Sebenac, das Buzançais’ Regiment.
Im Jahr 1791 emigrierte der Comte de Buzançais mit seinem Neffen Paul Victoire, Duc de Saint-Aignan, der mit seinem Tod 1794 seinem vierjährigen Sohn Raymond François seine Titel hinterließ. Raymond François starb am 3. Mai 1811, sein einziges Kind war eine Tochter, so dass der 64-jährige und selbst kinderlose Charles Paul François de Beauvilliers der neue Duc de Saint-Aignan wurde.
Der Herzog kehrte erst während der Ersten Restauration (April 1814–März 1815) nach Frankreich zurück. Als Anhänger Ludwigs XVIII. wurde er, nachdem sein Rückzug aus dem aktiven Dienst genehmigt worden war, am 14. November 1814 zum Lieutenant-général befördert. Zuvor, am 4. Juni 1814 war er zum Pair de France auf Lebenszeit ernannt, am 19. August 1815 wurde er erblicher Pair und am 31. August 1817 erblicher Duc-Pair. Im Prozess gegen Marschall Ney stimmte er für die Todesstrafe.
Marie Louise de Mailly starb am 11. Februar 1825 in Paris, Charles Paul François de Beauvilliers, der am 3. Juli 1827 noch in den Orden vom Heiligen Geist aufgenommen worden war, am 19. Dezember 1828, ohne Nachkommen und ohne einen sonstigen männlichen Erben zu hinterlassen. Mit seinem Tod erloschen die Familie Beauvilliers im Mannesstamm und damit auch der Herzogstitel. Der Besitz ging an seine Schwester über, Colette Marie Paule Hortense Bernardine (1749–1831), die seit 1771 mit Antoine Charles Guillaume, Marquis de La Roche-Aymon (1751–1831) verheiratet war, und nach ihrem Tod an ihren Sohn Antoine Charles Étienne Paul de La Roche-Aymon (1772–1849) dem bis 1811 preußischen Generalmajor und seit 1814 französischen Lieutenant-général.

## Keine zweite Ehefrau
Einige Autoren (Borel, S. 160; Aubert, Pairs, S. 40) weisen Charles Paul François de Beauvilliers – offenbar in Unkenntnis des Sterbedatums von Marie Louise de Mailly – als zweite Ehefrau Emma Nathalie Victurnienne de Rochechouart-Mortemart († 1824) zu, „Schwester des aktuellen [1857] Duc de Mortemart“ und Mutter von Élodie de Beauvilliers de Saint-Aignan ist, die den „Prince de Chalais, Sohn des Duc de Périgord“ heiratete (Borel) bzw. mehrere Söhne bekam (Aubert, Pairs).
Tatsächlich war Emma Nathalie Victurnienne de Rochechouart-Mortemart (* 7. Mai 1790 in Everly; † August 1824 in Neauphle-le-Vieux), Schwester von Casimir Louis Victurnien de Rochechouart, ab 1812 Duc de Mortemart (1787–1875), und Tochter von Victurnien Jean-Baptiste de Rochechouart, Duc de Mortemart (1752–1812), seit dem 10. Mai 1810 die Ehefrau von Raymond François de Beauvilliers, Duc de Saint-Aignan (* 21. Februar 1790; † 3. Mai 1811), dem Sohn und Erben des 1794 gestorbenen Herzogs Marie Paul Victoire, und Élodie (* 4. April 1811) dessen Tochter, die am 28. Februar 1832 Hélie Louis Roger de Talleyrand-Périgord (1809–1883) heiratete, den späteren Duc de Périgord, Sohn von Augustin-Hélie-Charles de Talleyrand-Périgord, Duc de Périgord, und Appoline Marie Nicolette de Choiseul.